# Hot & Slow (Scorpions)
Hot & Slow è il titolo di due raccolte della band tedesca Scorpions pubblicate dalla casa discografica BMG nel 1991, la prima, e nel 1998, la seconda.
Hot & Slow - The Best of Ballads contiene una selezione di ballads tutte risalenti al periodo in cui nella band militava il chitarrista Uli John Roth. A tale scopo è stata inserita la versione di In Search of the Peace of Mind proveniente dall'album Tokyo Tapes del 1978 e non l'originale risalente addirittura a Lonesome Crow del lontano 1972. Chiude l'album Kojo Notsuki (荒城の月), anch'essa registrata a Tokyo e non presente in nessun album in studio degli Scorpions.
Hot & Slow: Best Masters of the 70's è invece una raccolta generica che racchiude in ordine cronologico i migliori brani degli Scorpions provenienti dagli album Fly to the Rainbow del 1974, In Trance del 1975 e Virgin Killer del 1976.

## Tracce

### The Best of Ballads
1. In Trance - 3:43
2. Life's Like a River - 3:50
3. Yellow Raven - 5:01
4. Born To Touch Your Feelings - 7:20
5. In Search of the Peace of Mind (live) - 3:03
6. Far Away - 5:38
7. In Your Park - 3:39
8. Crying Days - 4:38
9. Fly People Fly - 5:03
10. We'll Burn the Sky (live) - 6:27
11. Living And Dying - 3:20
12. Kojo Notsuki (荒城の月) (live) - 3:56

### Best Masters of the 70's
1. Speedy's Coming - 3:33
2. Fly to the Rainbow - 9:32
3. Drifting Sun - 7:40
4. They Need a Million - 4:50
5. Far Away - 5:39
6. In Trance - 4:44
7. Dark Lady - 3:25
8. Robot Man - 2:42
9. Top of the Bill - 3:25
10. Longing for Fire - 2:42
11. Evening Wind - 5:01
12. Pictured Life - 3:21
13. Virgin Killer - 3:41
14. Catch Your Train - 3:32
15. In Your Park - 3:39
16. Crying Days - 4:36
17. Yellow Raven - 4:58

## Formazione
- Klaus Meine - voce
- Ulrich Roth - chitarra
- Rudolf Schenker - chitarra
- Francis Buchholz - basso
- Jürgen Rosenthal - batteria in Fly to the Rainbow
- Rudy Lenners - batteria in In Trance e Virgin Killer